# Walter Noddack
Walter Noddack (* 17. August 1893 in Berlin; † 7. Dezember 1960 in Bamberg) war ein deutscher Chemiker. Gemeinsam mit seiner späteren Frau Ida Tacke und Otto Berg entdeckte er 1925 das Element Rhenium. Die gleichzeitige Entdeckung des Elements mit der Ordnungszahl 43, von ihnen Masurium genannt, wurde bereits 1925 in dem Magazin Popular Science beschrieben. Die Entdeckung des Elements 43 wurde offiziell angezweifelt; dieses Element wurde erst 1937 als sicher nachgewiesen erklärt und Technetium genannt.
Noddack studierte an der Universität Berlin und wurde dort 1921 mit der Arbeit Neue Anwendungen des Einsteinschen photochemischen Äquivalentgesetzes promoviert. 1931 erhielt er gemeinsam mit seiner Frau die Liebig-Denkmünze der Gesellschaft Deutscher Chemiker. 1935 lehrte er als Ordinarius für physikalische Chemie an der Universität Freiburg, von 1941 bis 1945 an der von den Nationalsozialisten gegründeten Reichsuniversität Straßburg. Seit 1947 war er als Professor an der Philosophisch-Theologischen Hochschule Bamberg tätig, bevor er 1957 Honorarprofessor an der Universität Erlangen und Leiter des Staatlichen Forschungsinstituts für Geochemie in Bamberg wurde. Im Jahr 1937 wurde er zum Mitglied der Leopoldina gewählt.
Walter Noddack wurde in Bamberg beigesetzt.